# Petr Gallus
Petr Gallus (* 14. února 1979 Brno) je český evangelický teolog, vyučující na Evangelické teologické fakultě Univerzity Karlovy a farář Českobratrské církve evangelické.

## Život
Vyrůstal v křesťanské rodině a inspiraci přijímal ve farářském povolání svého dědečka. Vystudoval gymnázium a Evangelickou teologickou fakultu Univerzity Karlovy (1997-2002), z toho 2 semestry (2000-2001) na Phillipps-Universität Marburg. V letech 2002-2005 absolvoval doktorské studium na ETF UK, obor systematická teologie (dogmatika), z toho jeden semestr (2003-2004) strávil na Eberhard-Karls-Universität v Tübingen. Doktorát získal dizertační prací Pojetí víry u P. Tillicha a K. Bartha. Pak působil jako odborný asistent na katedře systematické teologie na teologické fakultě univerzity v Heidelbergu (2005-2006).
Od roku 2006 byl v církevní službě, nejprve jeden rok na vikariátu v Českých Budějovicích. Ordinován k farářské službě byl 21. října 2007 v 15 hodin v Červeném kostele v Brně. Poté od roku 2007 do roku 2016 sloužil jako farář ve farním sboru v Sázavě.
V roce 2016 nastoupil zpátky na Evangelickou teologickou fakultu jako odborný asistent na katedru systematické teologie a teologické etiky. V roce 2021 se habilitoval prací The Perspective of Resurrection: A Trinitarian Christology a je docent na katedře systematické teologie a na katedře etiky. Habilitační práce byla v roce 2022 navržena na cenu Bedřicha Hrozného za výjimečný vědecký počin a v červnu 2023 se umístila na sdíleném 1. a 2. místě v Soutěži vysoce kvalitních monografií na Univerzitě Karlově. Je proděkanem fakulty pro rozvoj (od r. 2018) a vedoucím katedry teologické etiky (od r. 2022).

## Dílo
Vedle tradičních systematických (především fundamentální teologie, christologie, antropologie, soteriologie) a etických témat (především sociální etika) se věnuje rozhovoru s filosofií náboženství a sémiotikou, zajímá se o vztah teologie a vědy a o místo teologie na univerzitě. Snaží se kriticky rozvíjet tradiční teologická východiska (trojiční učení, chalcedonská christologie) a kriticky je interpretovat v souvislosti se současnou racionalitou, se současným pohledem na člověka, na náboženství a v kritickém rozhovoru se současnými teologickými proudy.
Jeho první samostatnou monografií byla Člověk mezi nebem a zemí. Pojetí víry u P. Tillicha a K. Bartha (2005), která srovnává pojetí víry v dílech dvou velkých postav protestantské teologie 20. století, Paula Tillicha a Karla Bartha. S Petrem Mackem napsal knihu Teologie jako věda: Dvě perspektivy (2007), kde svou studií "Orientující teologie" nabízí pohled na problém teologie jako vědy. V monografii Pravda, univerzita a akademické svobody (2020) se Gallus snaží ukázat, že pravda jako nejzazší norma a horizont lidského života vytváří a rámuje společný prostor našeho bytí, a že právě hledání pravdy je nejvyšším cílem univerzity a jejího vědeckého bádání, chráněného akademickými svobodami. V roce 2021 vydal v angličtině monografii The Perspective of Resurrection: A Trinitarian Christology, která je jeho habilitační prací, v roce 2022 vyšla kniha i česky pod názvem Perspektiva vzkříšení. Trinitární christologie. Tato kniha využívá vhledů interního realismu a sémiotiky a bere v potaz postmoderní dobu s její neredukovatelnou pluralitou. Na tomto základě se snaží vystavět současné pojetí toho nejústřednějšího teologického tématu – christologie; snaží se tedy odpovědět na otázku, kdo byl a je Ježíš Kristus a jaký je jeho význam pro celek skutečnosti. Gallus přichází s modelem Boží akomodace, která je základem pro pojetí inkarnace i Ježíšovy smrti jako smrti Boha, a dotahuje důsledky tohoto modelu až do antropologie, soteriologie, eschatologie a mezináboženského dialogu.